# Ботаническа градина, Ереван
Ботаническата градина в Ереван (на арменски: Երևանի բուսաբանական այգի) е най-голямата ботаническа градина в Армения.
Принадлежи на Арменската академия на науките и в нея се извършват научни дейности за проучване на флората на Армения и екологичното взаимодействие на видовете в среда, близка до естествените условия за живот. В градината се отглеждат над 200 ендемични, редки и застрашени растения.

## История
Ботаническата градина е открита през 1935 г. в североизточната част на Ереван. През 1938 г. е открит и Института по ботаника при Арменската академия на науките. На 25 m2 площ, през 1939 г., е изградена оранжерия, а през 1944 г. е направена нова оранжерия с обща площ 610 m2. Тя включва зимна градина, място за отглеждане на субтропични и тропични видове. В периода 1954 – 1970 г. е създадена голяма колекция от представители на кавказката флора, разположени на площ от около 16 ha. Впоследствие е допълнена с представители от Европа, Сибир, Източна Азия, Северна Америка. Голяма част от растенията са от семействата Cupressaceae, Varieties, Pinaceae, Fabaceae, Caprifoliaceae, Oleaceae, Rosaceae.
Типични представители на флората от кавказкия регион са Quercus castaneifolia, Hedera helix, colurna Corylus, Juniperus sabina, Parrotia persica и Populus euphratica. От флората на Северна Америка – Liriodendron tulipifera, Juglans nigra, Common Trompetenbaum, Catalpa bignonioides, Juniperus virginiana, Yucca filamentosa; Европа и Сибир – Aesculus hippocastanum, Cercis siliquastrum, Quercus robur, Larix sibirica; Източна Азия – Biota orientalis, Sophora japonica, Metasequoia glyptostroboides.
През 1980 г. оранжерийните растителни видове наброяват 1240 от 92 семейства. В зимната градина се отглеждат Waschingtonia filifera, Cocos romanzowiana, Acca selloviana, Eucaliptus, Laurus nobilis. В близост до оранжерията е изграден разсадник за тропични и субтропични растения, които се използват за украса на различни учреждения.

## Цели
Ботаническата градина има за цел събиране и отглеждане на застрашени растителни видове. От особен интерес са видовете Taxus baccata, Hedera helix, Juniperus sabina, Zelkova carpinifolia, Rhododendron caucasicum. Друга важна цел е изучаване на околната среда. Предлагат се съвети за отглеждане на растения. Извършват се множество ученически екскурзии. Студенти по биология и селско стопанство извършват теренни дейности.

## Състояние
Ботаническата градина не функционира правилно, защото разполага с ограничен бюджет. Поради това събирането на тропични и субтропични видове е преустановено, а част от видовете са унищожени от лошите условия на съхранение. По време на енергийната криза в страната през 1988 г. голяма част от дървесните видове са изсечени за отопление.

## Галерия
|  | Тази страница частично или изцяло представлява превод на страницата Yerevan Botanical Garden в Уикипедия на английски. Оригиналният текст, както и този превод, са защитени от Лиценза „Криейтив Комънс – Признание – Споделяне на споделеното“, а за съдържание, създадено преди юни 2009 година – от Лиценза за свободна документация на ГНУ. Прегледайте историята на редакциите на оригиналната страница, както и на преводната страница, за да видите списъка на съавторите. ВАЖНО: Този шаблон се отнася единствено до авторските права върху съдържанието на статията. Добавянето му не отменя изискването да се посочват конкретни източници на твърденията, които да бъдат благонадеждни. |